# Fustat
Fustat, arab.: الفسطاط, znane też pod nazwą Fostat, Al Fustat, Misr al-Fustat lub Fustat-Misr – pierwsza stolica Egiptu pod rządami Arabów. Obecnie Fustat jest częścią Kairu pod nazwą Stary Kair.
Fustat pozostawał rezydencją namiestników Egiptu od podboju kraju przez Arabów w 641 do przejęcia kalifatu przez Abbasydów w 750. Siedziba namiestnika abbasydzkiego Egiptu została przeniesiona do pobliskiego Al-Askar i pozostawała tam aż do 868. Wówczas z kolei doszło do uniezależnienia się Egiptu od zwierzchnictwa kalifa w Bagdadzie, a rezydencja władców Egiptu została przeniesiona do Al-Katta’i. W 905 Al-Katta’i zostało zniszczone i stolica władców Egiptu wróciła do Al-Fustat. W 971 stolicę Egiptu przeniesiono ostatecznie do Kairu, a w 1168 wezyr Szawar rozkazał spalić Fustat.

## Pierwszy meczet w Afryce
Arabska nazwa „fustat” oznacza „wielki namiot”. Według tradycji gołębica zniosła jajko w namiocie Amra Ibn al-Asa, wodza arabskiego, który dokonywał podboju Egiptu, w trakcie oblężenia twierdzy rzymskiej Babilon, przed wyruszeniem na Aleksandrię. Obóz arabski był rozbity nieco na północ od twierdzy Babilon. Amr uznał to za znak od niebios; wyruszył do szturmu twierdzy, który zakończył się powodzeniem, a następnie rozkazał żołnierzom rozbić namioty wokół własnego. W ten sposób doszło do założenia miasta namiotu – Al-Fustat. Tu, na miejscu namiotu Amra, wzniesiono w 642 pierwszy w Egipcie oraz w całej Afryce meczet, nazwany imieniem wodza. Po zdobyciu Aleksandrii we wrześniu 641 Amr ibn al-As przeniósł stolicę Egiptu do nowo założonego Al-Fustat, na wschodnim brzegu Nilu. Pierwszymi jego mieszkańcami byli żołnierze arabscy i ich rodziny, a rozmieszczenie przypominało obóz wojskowy. Al-Fustat pełnił funkcję bazy wypadowej dla najazdów arabskich aż do założenia Kajrawanu w Tunezji w 670. Miasto dzieliło się na tzw. chitat – sektory zamieszkane przez poszczególne plemiona. Większość osadników pochodziła z Jemenu, dalej z Arabii Wschodniej oraz spośród Żydów i kupców rzymskich. Język koptyjski został niemal całkiem wyparty przez arabski w VIII w.

## Rozkwit za Fatymidów
Al-Fustat pozostawał głównym ośrodkiem administracyjnym w Egipcie aż do upadku dynastii kalifów umajjadzkich w 750. Miasto należało do największych w kalifacie: w IX w. liczba mieszkańców Al-Fustat dochodziła do 120 tysięcy. Po podboju Egiptu wódz działający w imieniu Fatymidów, mających wówczas bazę na terenie Tunezji, Dżawhar as-Sikilli, założył 8 sierpnia 969 nowe miasto, nazwane Al-Kahira od planety Mars. W 971 kalif fatymidzki Al-Mu’izz przeniósł swój dwór z Al-Mansurijji w Tunezji właśnie do Al-Kahiry, czyli Kairu. Mimo to Al-Fustat pozostał faktycznie głównym ośrodkiem Egiptu pod względem administracyjnym i gospodarczym. Al-Fustat stale się rozrastał. W 987 geograf Ibn Hawkal zanotował, że jest równy ⅓ Bagdadu – stolicy kalifatu, w 1168 liczba jego mieszkańców doszła do 200 tysięcy. Na jego obszarze pobudowano rozległe budynki mieszkalne, niektóre dochodzące do 7 kondygnacji, według relacji Persa, Nasira Chusrawa, z początku XI w. nawet 14 pięter, z ogrodami na dachu, nawadnianymi przez koła wodne, napędzane przez zwierzęta pociągowe. Wykopaliska przeprowadzone na terenie miasta odsłoniły przedmioty pochodzące aż z Wietnamu i Chin.

## Upadek za Ajjubidów i mameluków
W połowie XII w. władzę faktyczną w Egipcie sprawował wezyr Szawar, w imieniu nastoletniego kalifa fatymidzkiego, Al-Adida. W polityce zagranicznej manewrował między sojuszami z Nur ad-Dinem, muzułmańskim władcą Syrii, a krzyżowcami. W 1168 król Jerozolimy, Amalryk I, wkroczył do Egiptu i zajął Bilbajs, dokonując rzezi mieszkańców, po czym udał się na Al-Fustat. Kiedy krzyżowcy obozowali pod miastem i wysłali 18-letniemu wówczas kalifowi Al-Adidowi ultimatum, grożąc, że Al-Fustat może spotkać los Bilbajs, wezyr Szawar rozkazał je spalić. O przebiegu tamtych wydarzeń wiadomo m.in. z relacji Al-Makriziego, historyka z XIV-XV w. Po zniszczeniu Al-Fustat nadeszły posiłki od Nur ad-Dina, władcy Syrii, i siły Amalryka zostały wyparte z Egiptu. Z kolei kontrolę nad Egiptem zdobył sam Nur ad-Din, jego wybawca. Wezyr Szawar został stracony, a po wygaśnięciu Fatymidów władzę w Egipcie przejął podkomendny Nur ad-Dina, Szirkuh, po nim zaś jego bratanek, Saladyn, zapoczątkowując w 1171 dynastię sułtanów ajjubidzkich. Siedzibę władz przeniesiono ostatecznie do Kairu, porzucając Al-Fustat, stopniowo coraz bardziej podupadający. Za panowania mameluków (1250–1517) Al-Fustat stał się wielkim śmietniskiem, mimo że nadal zamieszkiwały tu tysiące ludzi; śmieci przybywało, a liczba mieszkańców spadała.

## Tzw. Stary Kair
Obecnie Al-Fustat jest, obok poprzednich stolic Egiptu, Al-Askar i Al-Katta’i, częścią Kairu. Niektóre historyczne budowle się zachowały, zlokalizowane na terenie tzw. Starego Kairu, i można je zwiedzać, większość jednak jest wciąż zaniedbana. Na uwagę zasługują meczety Ibn Tuluna (z IX w.), Amra ibn al-Asa (z VII w.) – najstarszy meczet w Egipcie i na kontynencie afrykańskim; niestety były wciąż przebudowywane i nie zachowało się wiele z ich pierwotnego stanu. Uważa się, że najciekawsze obiekty Starego Kairu kryją się wciąż pod ziemią. Trudno do nich dotrzeć archeologom z powodu istnienia na tym terenie wciąż zamieszkanych slumsów. Część odkrytych tu przedmiotów znajduje się w Muzeum Sztuki Islamu w Kairze.